# Antonio Visone
Antonio Visone (Melito di Napoli, 10 maggio 1934 – Roma, 14 aprile 2014) è stato uno scenografo e architetto italiano.

## Biografia
Arredatore e scenografo, Antonio Visone ha lavorato con molti registi, ma a partire dagli inizi degli anni settanta ha collaborato in particolare con Marino Girolami e Mariano Laurenti, curando i set di molti dei loro film.

## Filmografia

### Scenografo
- Le olimpiadi dei mariti, regia di Giorgio Bianchi (1960)
- La moglie di mio marito, regia di Antonio Román (1961)
- Le baccanti, regia di Giorgio Ferroni (1961)
- Il sicario, regia di Damiano Damiani (1961)
- Le dolci notti, regia di Vinicio Marinucci (1962)
- I tre nemici, regia di Giorgio Simonelli (1962)
- Totò contro Maciste, regia di Fernando Cerchio (1964)
- Amore all'italiana, regia di Steno (1965)
- Il figlio del circo, regia di Sergio Grieco (1965)
- La morte in affitto, episodio di La fabbrica dei soldi (1966)
- Operazione Goldman, regia di Antonio Margheriti (1966)
- Password: Uccidete agente Gordon (1966)
- Marinai in coperta, regia di Bruno Corbucci (1967)
- Da Berlino l'apocalisse, regia di Mario Maffei (1967)
- I due pompieri, regia di Bruno Corbucci (1968)
- Acid - Delirio dei sensi, regia di Giuseppe Maria Scotese (1968)
- Nude... si muore, regia di Antonio Margheriti (1968)
- Don Chisciotte e Sancio Panza, regia di Giovanni Grimaldi (1969)
- L'isola delle svedesi, regia di Silvio Amadio (1969)
- Il clandestino, regia di Pino Mercanti (1970)
- Fermate il mondo... voglio scendere!, regia di Giancarlo Cobelli (1970)
- Mazzabubù... Quante corna stanno quaggiù?, regia di Mariano Laurenti (1971)
- Reverendo Colt, regia di León Klimovsky (1971)
- Decameron proibitissimo (Boccaccio mio statte zitto), regia di Marino Girolami (1972)
- Quel gran pezzo dell'Ubalda tutta nuda e tutta calda, regia di Mariano Laurenti (1972)
- La vedova inconsolabile ringrazia quanti la consolarono, regia di Mariano Laurenti (1973)
- Le scomunicate di San Valentino, regia di Sergio Grieco (1974)
- Roma violenta, regia di Marino Girolami (1975)
- Italia a mano armata, regia di Marino Girolami (1976)
- Roma, l'altra faccia della violenza, regia di Marino Girolami (1976)
- L'uomo puma, regia di Alberto De Martino (1980)
- Mia moglie torna a scuola, regia di Giuliano Carnimeo (1981)
- Notturno, regia di Giorgio Bontempi (1983)
- Cento giorni a Palermo, regia di Giuseppe Ferrara (1984)
- 7, Hyden Park: la casa maledetta, regia di Alberto De Martino (1985)
- Una donna da scoprire, regia di Riccardo Sesani (1986)
- Chiari di luna, regia di Lello Arena (1988)
- Sulle ali della follia, regia di Antonio Baiocco (1989)

### Architetto-scenografo
- Ursus e la ragazza tartara, regia di Remigio Del Grosso (1961)
- Peggio per me... meglio per te, regia di Bruno Corbucci (1967)
- Il giardino delle delizie, regia di Silvano Agosti (1967)
- Disperatamente l'estate scorsa, regia di Silvio Amadio (1970)
- Il venditore di morte, regia di Lorenzo Gicca Palli (1971)
- Zambo, il dominatore della foresta, regia di Bitto Albertini (1974)
- Il solco di pesca, regia di Maurizio Liverani (1975)
- I ragazzi del muretto, serie televisiva, regia di Gianluigi Calderone e Gianfrancesco Lazotti, 14 episodi della prima stagione (1991)
- Fatal Frames - Fotogrammi mortali, regia di Al Festa (1996)

### Arredatore
- I tre nemici, regia di Giorgio Simonelli (1962)
- Il figlio dello sceicco, regia di Mario Costa (1962)
- El Cisco (1966), regia di Sergio Bergonzelli (1966)
- Rififí ad Amsterdam, regia di Sergio Grieco (1966)
- Operazione Goldman, regia di Antonio Margheriti (1966)
- I familiari delle vittime non saranno avvertiti, regia di Alberto De Martino (1973)
- I nuovi barbari, regia di Enzo G. Castellari (1983)

### Scenografie set
- Milano odia: la polizia non può sparare, regia di Umberto Lenzi (1974)
- I nuovi barbari, regia di Enzo G. Castellari (1983)
- Helena (1987), serie Tv

### Sceneggiatore
- Il colosso di Roma (1964)
- Napoli spara (1977)
- I nuovi barbari, regia di Enzo G. Castellari (1983)

### Effetti speciali
- Il conquistatore di Corinto (1961)